# Kloster Hagenrode
Das Kloster Hagenrode war ein Benediktinerkloster im Range einer Propstei im Selketal in der Nähe des heutigen Ortes Alexisbad im Unterharz.

## Geschichte
Als 975 die fünf Jahre zuvor in Thankmarsfelde gegründete Benediktinerabtei nach Nienburg verlegt wurde, blieb nach einer am Anfang des 13. Jahrhunderts aufgezeichneten Legende der Abt Hagano mit einigen Mönchen im Harz in einer nach ihm benannten Klause im Selketal zurück. 983 wird dieser Ort Hagenrode (Hagananrothe) als Besitzung des Nienburger Klosters von Papst Benedikt VII. bestätigt. Der Abt Adaldag des Klosters Nienburg erhielt am 29. Juli 993 von König Otto III. in einer in Derenburg ausgestellten Urkunde das Recht, im zugehörigen Ort Hagenrode einen Markt und eine Münzstätte einzurichten sowie Marktzoll zu erheben. Dieses Recht wurde am 23. März 1000 erneuert. Aus einer Urkunde anlässlich der Marktrechtsverleihung an Quedlinburg vom 23. November 994 geht hervor, dass die Hagenrode verliehenen Rechte im benachbarten Harzgerode (Hasacanroth) ausgeübt wurden. Diese Marktrechtsgenehmigung für Quedlinburg erteilte König Otto III. unter ausdrücklichen Berücksichtigung der bereits damals bestehenden sechs Marktorte der Region, nämlich Harzgerode, Eisleben, Wallhausen, Rottleberode, Halberstadt und Seligenstadt.
Ab dem Jahr 1000 gehörte das Kloster Hagenrode zur Schutzvogtei von Adalbert von Ballenstedt, dem Vater des ersten Askaniers, Esico von Ballenstedt (990–1060).  Es war dem Täufer Johannes geweiht.
Bereits 1035 wurde die Münzstätte Hazechenrode auf Bitten der Kaiserin Gisela von ihrem Mann, Kaiser Konrad II., auf Intervention seines Sohnes, des späteren Kaisers Heinrich III. nach Nienburg verlegt. Vorübergehend wurden in Harzgerode keine Münzen mehr geprägt. 1239 wird in einem Vergleich zwischen Fürst Heinrich I. von Anhalt und dem Abt Gebhardt von Nienburg die Harzgeröder Münze erneut erwähnt. (CDA II, Nr. 145)
Am 24. Mai 1179 wurde das Kloster Hagenrodensis als Propstei der Benediktiner unter den Schutz Papst Alexanders III. gestellt und in seinen Besitzungen bestätigt. Dieser Besitz bestand aus Waldgebieten, bis zu 100 Hufen, zehn Solidi des Abtszehnten, Mühlen an der Selke, sechs Staßfurter Salzpfannen und dem Lausitzer Honigzehnt. Nach kurzer Blütezeit der Propstei musste der Nienburger Abt schon 1267 zu Spenden für den Erhalt baufällig gewordener Gebäude aufrufen.
Im Bauernkrieg 1525 geplündert und von den Konventualen verlassen, gab es in Hagenrode zuletzt nur noch die von einem Hofmeister geleitete Wirtschaft. Mit der Säkularisation des Nienburger Benediktinerklosters 1563 fiel der noch vorhandene Besitz der Propstei an die Landesherren und vormaligen Schutzvögte, die Fürsten von Anhalt. Die letzte noch sichtbare Erinnerung an die Propstei Hagenrode, die Ruine des Kirchturms, zerbrach in der ersten Hälfte des 19. Jahrhunderts. Anstelle der zu dieser Zeit noch arbeitenden Klostermühle entstand einige Jahrzehnte später die Hotelpension Klostermühle.
Das Patrozinium des heiligen Johannes des Täufers wurde 1953 von der St.-Johannes-Baptist-Kirche in Harzgerode übernommen, die weniger als zwei Kilometer vom ehemaligen Kloster Hagenrode entfernt erbaut worden war.